# Rewilding Europe
Rewilding Europe is een non-profit organisatie, gevestigd in Nijmegen, die zich inzet voor 'rewilding'. Bij deze vorm van natuurbescherming gaat het  er om natuurlijke processen waar mogelijk te herstellen en de natuur zo veel mogelijk zijn eigen gang te laten gaan. De organisatie is actief in diverse Europese regio's. Concreet wil Rewilding Europe de achteruitgang van de aantallen van bepaalde wilde diersoorten tegengaan en waar mogelijk de aantallen hiervan te laten toenemen, vanwege de  belangrijke ecologische rol die ze kunnen spelen. Rewilding is erop gericht meer ruimte te creëren voor deze soorten, de populatiegrootte te laten toenemen, en eventueel over te gaan tot  herintroductie.

## Werking
Rewilding Europe organiseert online-seminars, heeft een internetforum, ontwikkelt kennis en werkt met nieuwe financiele instrumenten, in het bijzonder "Rewilding Europe Capital". De nadruk  ligt doorgaans op herstel van vogel- en zoogdierpopulaties, soms op andere diersoorten zoals vissen. Geprobeerd wordt spanningen met de lokale bevolking te vermijden en soms nadrukkelijk daarmee samen te werken.

## Projecten
In 2025 was Rewilding Europe actief in elf natuurgebieden in heel Europa, met professionele medewerkers en vrijwilligers uit 18 Europese landen. Vaak gaat het om herintroductie of bescherming van vogels en zoogdieren , zoals in de Coa vallei (Portugal) (wilde paarden en grote grazers), de  Donaudelta (Roemenië) (onder meer pelikanen), de Zevenburgse Alpen (Roemenië) (Europese bizon) en het Velebit-gebergte (Kroatië) (onder meer gems, bruine beer en lynx). 
Projecten gaan vaak gepaard met ondersteuning van de lokale bevolking zoals in de Midden-Apennijnen (Italië) waar vier grote "coëxistentiecorridors" worden aangelegd om conflicten tussen de wildstand en de lokale bevolking te vermijden. In de Oderdelta en Oderhaf (Duitsland/Polen) wordt ten bate van de unieke lagune-ecosystemen ecotoerisme ontwikkeld, terwijl in Zweeds Lapland samengewerkt wordt met vissersverenigingen om de vismigratie te stimuleren. Tevens wordt de rendiermigratie en het rendiertoerisme begeleid in samenwerking met de Sami-gemeenschappen.